# Premi Oscar 1950
La 22ª edizione della cerimonia di premiazione dei Premi Oscar si è tenuta il 23 marzo 1950 a Los Angeles, al RKO Pantages Theatre, condotta dall'attore Paul Douglas.

## Vincitori e candidati
Vengono di seguito indicati in grassetto i vincitori. Ove ricorrente e disponibile, viene indicato il titolo in lingua italiana e quello in lingua originale tra parentesi.

### Miglior film
- Tutti gli uomini del re (All the King's Men), regia di Robert Rossen
- Bastogne (Battleground), regia di William A. Wellman
- L'ereditiera (The Heiress), regia di William Wyler
- Lettera a tre mogli (A Letter to Three Wives), regia di Joseph L. Mankiewicz
- Cielo di fuoco (Twelve O'Clock High), regia di Henry King

### Miglior regia
- Joseph L. Mankiewicz - Lettera a tre mogli (A Letter to Three Wives)
- Robert Rossen - Tutti gli uomini del re (All the King's Men)
- William A. Wellman - Bastogne (Battleground)
- Carol Reed - Idolo infranto (The Fallen Idol)
- William Wyler - L'ereditiera (The Heiress)

### Miglior attore protagonista
- Broderick Crawford - Tutti gli uomini del re (All the King's Men)
- Kirk Douglas - Il grande campione (Champion)
- Gregory Peck - Cielo di fuoco (Twelve O'Clock High)
- Richard Todd - Cuore solitario (The Hasty Heart)
- John Wayne - Iwo Jima, deserto di fuoco (Sands of Iwo Jima)

### Migliore attrice protagonista
- Olivia de Havilland - L'ereditiera (The Heiress)
- Jeanne Crain - Pinky, la negra bianca (Pinky)
- Susan Hayward - Questo mio folle cuore (My Foolish Heart)
- Deborah Kerr - Edoardo mio figlio (Edward, My Son)
- Loretta Young - Le due suore (Come to the Stable)

### Miglior attore non protagonista
- Dean Jagger - Cielo di fuoco (Twelve O'Clock High)
- John Ireland - Tutti gli uomini del re (All the King's Men)
- Arthur Kennedy - Il grande campione (Champion)
- Ralph Richardson - L'ereditiera (The Heiress)
- James Whitmore - Bastogne (Battleground)

### Migliore attrice non protagonista
- Mercedes McCambridge - Tutti gli uomini del re (All the King's Men)
- Ethel Barrymore - Pinky, la negra bianca (Pinky)
- Celeste Holm - Le due suore (Come to the Stable)
- Elsa Lanchester - Le due suore (Come to the Stable)
- Ethel Waters - Pinky, la negra bianca (Pinky)

### Miglior sceneggiatura
- Joseph L. Mankiewicz - Lettera a tre mogli (A Letter to Three Wives)
- Robert Rossen - Tutti gli uomini del re (All the King's Men)
- Cesare Zavattini - Ladri di biciclette
- Carl Foreman - Il grande campione (Champion)
- Graham Greene - Idolo infranto (The Fallen Idol)

### Migliori soggetto e sceneggiatura
- Robert Pirosh - Bastogne (Battleground)
- Alfred Hayes, Federico Fellini, Sergio Amidei, Marcello Pagliero e Roberto Rossellini - Paisà
- T. E. B. Clarke - Passaporto per Pimlico (Passport to Pimlico)
- Helen Levitt, Janice Loeb e Sidney Meyers - L'escluso (The Quiet One) [senza fonte]
- Sidney Buchman - Non c'è passione più grande (Jolson Sings Again)

### Miglior soggetto
- Douglas Morrow - Il ritorno del campione (The Stratton Story)
- Clare Boothe Luc - Le due suore (Come to the Stable)
- Shirley W. Smith e Valentine Davies - Quando torna primavera (It Happens Every Spring)
- Virginia Kellogg - La furia umana (White Heat)
- Harry Brown - Iwo Jima, deserto di fuoco (Sands of Iwo Jima)

### Miglior fotografia
- Bianco e nero

- Paul C. Vogel - Bastogne (Battleground)
- Franz Planer - Il grande campione (Champion)
- Joseph LaShelle - Le due suore (Come to the Stable)
- Leo Tover - L'ereditiera (The Heiress)
- Leon Shamroy - Il principe delle volpi (Prince of Foxes)

- Colore

- Winton Hoch - I cavalieri del Nord Ovest (She Wore a Yellow Ribbon)
- Harry Stradling - I Barkleys di Broadway (The Barkleys of Broadway)
- William Snyder - Non c'è passione più grande (Jolson Sings Again)
- Robert Planck e Charles Schoenbaum - Piccole donne (Little Women)
- Charles G. Clarke - La corda di sabbia (Sand)

### Miglior scenografia
- Bianco e nero

- Harry Horner, John Meehan e Emile Kuri - L'ereditiera (The Heiress)
- Lyle Wheeler, Joseph C. Wright, Thomas Little e Paul S. Fox - Le due suore (Come to the Stable)
- Cedric Gibbons, Jack Martin Smith, Edwin B. Willis e Richard A. Pefferle - Madame Bovary

- Colore

- Cedric Gibbons, Paul Groesse, Edwin B. Willis e Jack D. Moore - Piccole donne (Little Women)
- Jim Morahan, William Kellner e Michael Relph - Sarabanda tragica (Saraband for Dead Lovers)
- Edward Carrere e Lyle Reifsnider - Le avventure di Don Giovanni (The Adventures of Don Juan)

### Migliori costumi
- Bianco e nero

- Edith Head e Gile Steele - L'ereditiera (The Heiress)
- Vittorio Nino Novarese - Il principe delle volpi (Prince of Foxes)

- Colore

- Leah Rhodes, Travilla e Marjorie Best - Le avventure di Don Giovanni (The Adventures of Don Juan)
- Kay Nelson - L'adorabile intrusa (Mother Is a Freshman)

### Migliori effetti speciali
- ARKO Productions - Il re dell'Africa (Mighty Joe Young)
- Walter Wanger Pictures - Tulsa

### Miglior montaggio
- Harry Gerstad - Il grande campione (Champion)
- John Dunning - Bastogne (Battleground)
- Richard L. Van Enger - Iwo Jima, deserto di fuoco (Sands of Iwo Jima)
- Robert Parrish e Al Clark - Tutti gli uomini del re (All the King's Men)
- Frederic Knudtson - La finestra socchiusa (The Window)

### Miglior sonoro
- Thomas T. Moulton e 20th Century-Fox Studio Sound Department - Cielo di fuoco (Twelve O'Clock High)
- Daniel J. Bloomberg e Republic Studio Sound Department - Iwo Jima, deserto di fuoco (Sands of Iwo Jima)
- Leslie I. Carey e Universal-International Studio Sound Department - Gli ultimi giorni di uno scapolo (Once More, My Darling)

### Migliore colonna sonora
- Film musicale

- Roger Edens e Lennie Hayton - Un giorno a New York (On the Town)
- Morris Stoloff e George Duning - Non c'è passione più grande (Jolson Sings Again)
- Ray Heindorf - La vita a passo di danza (Look for the Silver Lining)

- Film drammatico o commedia

- Aaron Copland - L'ereditiera (The Heiress)
- Max Steiner - Peccato (Beyond the Forest)
- Dimitri Tiomkin - Il grande campione (Champion)

### Miglior canzone
- "Baby, It's Cold Outside", musica e testo di Frank Loesser - La figlia di Nettuno (Neptune's Daughter)
- "It's a Great Feeling", musica di Jule Styne, testo di Sammy Cahn - L'amore non può attendere (It's a Great Feeling)
- "Lavender Blue", musica di Eliot Daniel, testo di Larry Morey - Tanto caro al mio cuore (So Dear to My Heart)
- "My Foolish Heart", musica di Victor Young, testo di Ned Washington - Questo mio folle cuore (My Foolish Heart)
- "Through a Long and Sleepless Night", musica di Alfred Newman, testo di Mack Gordon - Le due suore (Come to the Stable)

### Miglior documentario
- Daybreak in Udi, regia di Terry Bishop
- Kenji Comes Home, regia di Paul F. Heard

### Miglior cortometraggio
- Aquatic House-Party, regia di Jack Eato
- Roller Derby Girl, regia di Justin Herman
- So You Think You're Not Guilty, regia di Richard L. Bare
- Spills and Chills, regia di Walton C. Ament
- Water Trix, regia di Charles T. Trego

### Miglior cortometraggio a 2 bobine
- Van Gogh, regia di Alain Resnais
- The Boy and the Eagle, regia di William Lasky
- Chase of Death, regia di Irving Allen
- The Grass Is Always Greener, regia di Richard L. Bare
- Snow Carnival, regia di Gordon Hollingshead

### Miglior cortometraggio documentario
- A Chance To Live, regia di James L. Shute (ex aequo)
- So Much for So Little, regia di Chuck Jones (ex aequo)
- 1848, regia di Victoria Mercanton
- The Rising Tide, regia di Jean Palardy

### Miglior cortometraggio d'animazione
- Per motivi sentimentali (For Scent-imental Reasons), regia di Chuck Jones
- Hatch Up Your Troubles, regia di Joseph Barbera e William Hanna
- The Magic Fluke, regia di John Hubley
- Battaglia tra i giocattoli, regia di Jack Hannah

## Premi onorari

### Premio onorario al miglior film straniero
- Ladri di biciclette, regia di Vittorio De Sica (Italia)

### Premio speciale
- Fred Astaire per la sua unica maestria artistica e i suoi contributi alla tecnica del musical cinematografico.
- Cecil B. DeMille, importante pioniere del cinema, per 37 anni di brillanti produzioni artistiche.
- Jean Hersholt per l'importante contributo all'industria cinematografica.

### Premio giovanile
- Bobby Driscoll